# Camptotypus umbratus
Camptotypus umbratus är en stekelart som först beskrevs av Morley 1914.  Camptotypus umbratus ingår i släktet Camptotypus och familjen brokparasitsteklar. Inga underarter finns listade.